# Río Bugunzh
El río Bugunzh (del ruso: Бугунж) es un río del krai de Krasnodar, en el sur de Rusia, afluente del río Jodz, de la cuenca hidrográfica del Kubán.

## Curso
Tiene una longitud de 27 km y una cuenca de 236 km². Nace en las vertientes del norte del Gran Cáucaso, discurre primero al nordeste, hasta Bugunzha, y luego al noroeste hasta su confluencia en Uzlovói con el Jodz. Su principal afluente es el Acheshbok.